# Bees Airline
Bees Airline foi uma companhia aérea ucraniana de baixo custo, que iniciou suas operações em março de 2021.

## História
A companhia aérea foi fundada no final de 2019. A companhia aérea recebeu seu Certificado de Operador Aéreo em março de 2021.
Em 29 de abril de 2021, a companhia aérea operou seu primeiro voo regular de Kiev para Erevã.

## Frota

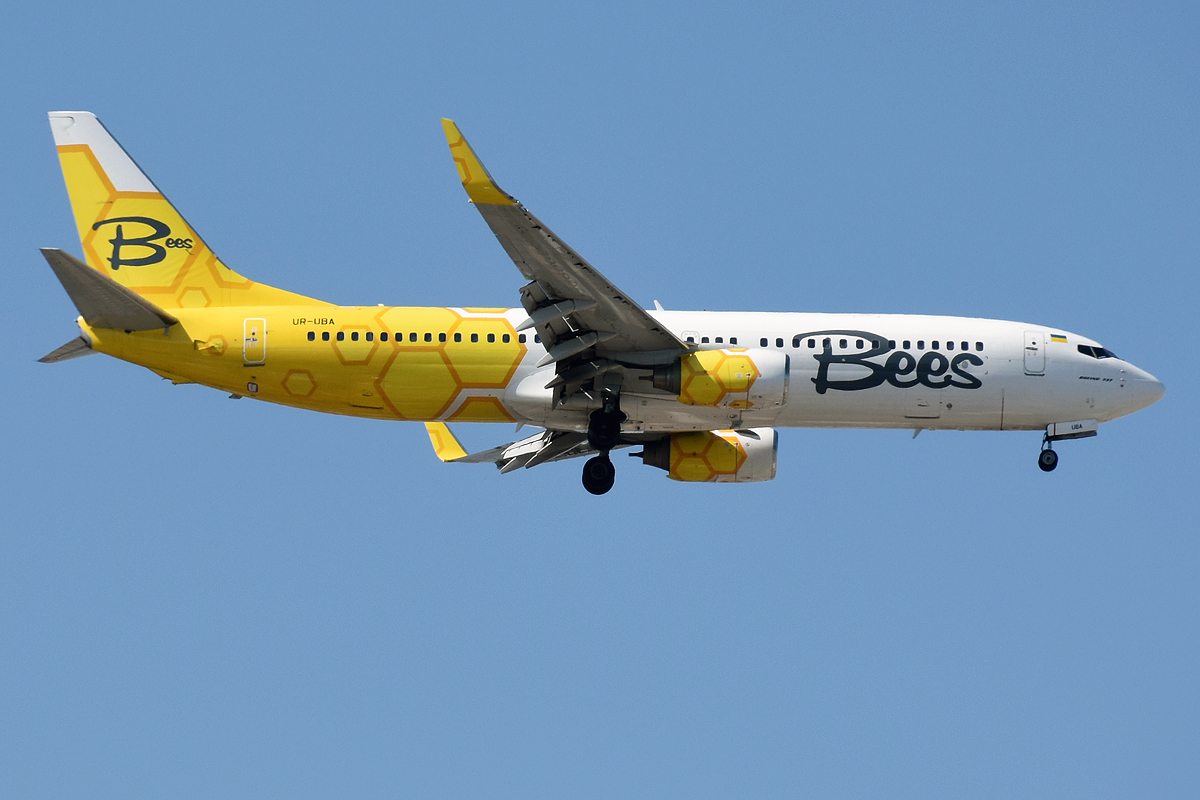
Um Boeing 737-800 da Bees Airline

A frota da Bees Airline consistia nas seguintes aeronaves (Junho de 2021):
| Aeronaves      | Em Serviço | Ordens | Passageiros | Notas |
| -------------- | ---------- | ------ | ----------- | ----- |
| Boeing 737-800 | 4          | 2      | 189         |       |
| Total          | 4          | 2      |             |       |